# 汪鳴相
汪鳴相（1794年—1840年），字佩珩，一字郎渠，號珏生，清朝狀元，江西彭澤人。著有《雲帆霜铎联吟草》。

## 生平
八岁入塾，五日能誦《论语》，九岁能文，下筆千字，以神童稱。
道光十三年（1833年）恩科殿試第一（狀元）、歷任翰林院修撰、顺天府乡试同考官、广西乡试正考官等职。因連續守孝，未有薪俸，道光二十年（1840年）汪鸣相因經濟問題而自縊，遗书中写道“手无寸铁之资、家有千金之累”。